# Anopheles patersoni
Anopheles patersoni är en tvåvingeart som beskrevs av Alvarado och Heredia 1947. Anopheles patersoni ingår i släktet Anopheles och familjen stickmyggor. Inga underarter finns listade i Catalogue of Life.